# 绍隆日
绍隆日（法語：Cholonge，法語發音：[ʃɔlɔ̃ʒ]）是法国伊泽尔省的一个市镇，属于格勒诺布尔区。

## 地理
绍隆日（45°0'15"N, 5°47'48"E）面积8.92 平方千米，位于法国奥弗涅-罗讷-阿尔卑斯大区伊泽尔省，该省份为法国东南部内陆省份，北起顺时针与安省、萨瓦省、上阿尔卑斯省、德龙省、阿尔代什省、卢瓦尔省和罗讷省。
与绍隆日接壤的市镇（或旧市镇、城区）包括：圣泰奥夫雷、维拉尔-圣克里斯托夫、拉夫雷、拉莫尔特、圣巴泰勒米-德塞希利耶讷。

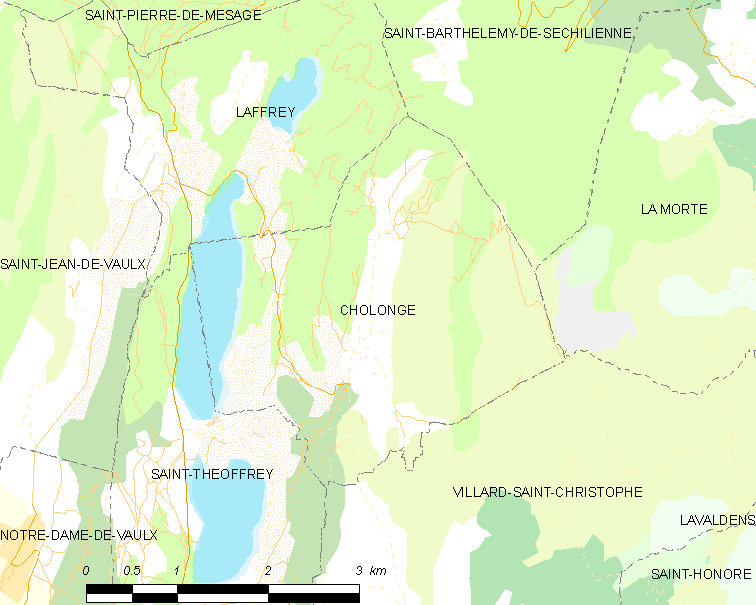
绍隆日的OSM定位图

绍隆日的时区为UTC+01:00、UTC+02:00（夏令时）。

## 行政
绍隆日的邮政编码为38220，INSEE市镇编码为38106。

## 政治
绍隆日所属的省级选区为马泰西讷-特列沃县。

## 人口

1962-2008年间绍隆日人口变化图示

绍隆日于2022年1月1日时的人口数量为344人。